# La Puebla de Híjar
La Puebla de Híjar – gmina w Hiszpanii, w prowincji Teruel, w Aragonii, o powierzchni 60,78 km². W 2011 roku gmina liczyła 982 mieszkańców.